# 1561
Het jaar 1561 is het 61e jaar in de 16e eeuw volgens de christelijke jaartelling.

## Gebeurtenissen
januari
- 19 - Filips II geeft toestemming voor de stichting van de Universiteit van Dowaai met vijf faculteiten.

februari
- 27 - De eerste steen wordt gelegd van het Stadhuis van Antwerpen.

april
- 26 - Guglielmo I Gonzaga huwt met Eleonora van Oostenrijk.
- 27 - Anthony Jenkinson vertrekt uit Moskou voor een handels- en ontdekkingsreis naar Perzië.

mei
- 15 - Albrecht en Filips IV van Nassau-Weilburg verdelen hun bezittingen, Albrecht krijgt Weilburg en Filips Neuweilnau.

juni
- 5 - Bloedbad bij Waldenzen in Calabrië.
- 27 - De schilder Marcus Gerards krijgt opdracht een stadsplan van Brugge te maken die de stad voorstelt als een aantrekkelijke, dicht aan zee gelegen handelsplaats. De Gerardskaart zal door de eeuwen steeds herdrukt blijven worden.
- 29 - Koning Erik XIV van Zweden wordt gekroond.

augustus
- 25 - Willem van Oranje hertrouwt met de Duitse prinses Anna van Saksen.
- 29 - Paus Pius IV geeft het jezuïetencollege Collegia Externorum op Malta de toestemming om diploma's met de titel Philosophiae Magister en Doctor divinitatis te verlenen.

september
- 9 - Het overleg van Poissy gaat van start, tussen Franse katholieken en hugenoten.
- 10 - In Japan vindt de Vierde Slag bij Kawanakajima plaats.

november
- 6 - De wijbisschop van Utrecht Nicolaas van Nieuwland wordt benoemd tot eerste bisschop van het nieuwe bisdom Haarlem.

december
- 16 - Wijding van Nicolaas van der Borcht uit Leuven tot eerste bisschop van Middelburg, tevens abt van de abdij aldaar. De Sint-Pieterskerk (of Noordmonsterkerk) in Middelburg krijgt de status van kathedraal. Kasteel Westhove wordt de residentie van de bisschop.
- 21 - Installatie van Antoine Perrenot de Granvelle als aartsbisschop van Mechelen. Oranje, Egmont en Hoorne hebben zich vergeefs tegen de benoeming verzet en blijven weg bij de plechtigheid.

zonder datum
- De Lijflandse Oorlog loopt uit op een deling van het land tussen Polen, Denemarken en Zweden.
- Madrid, in de 15e eeuw reeds residentie, krijgt de zetel van de regering van Spanje.
- Eerste boek waarin een tulp is afgebeeld (C. Gesner).

## Bouwkunst

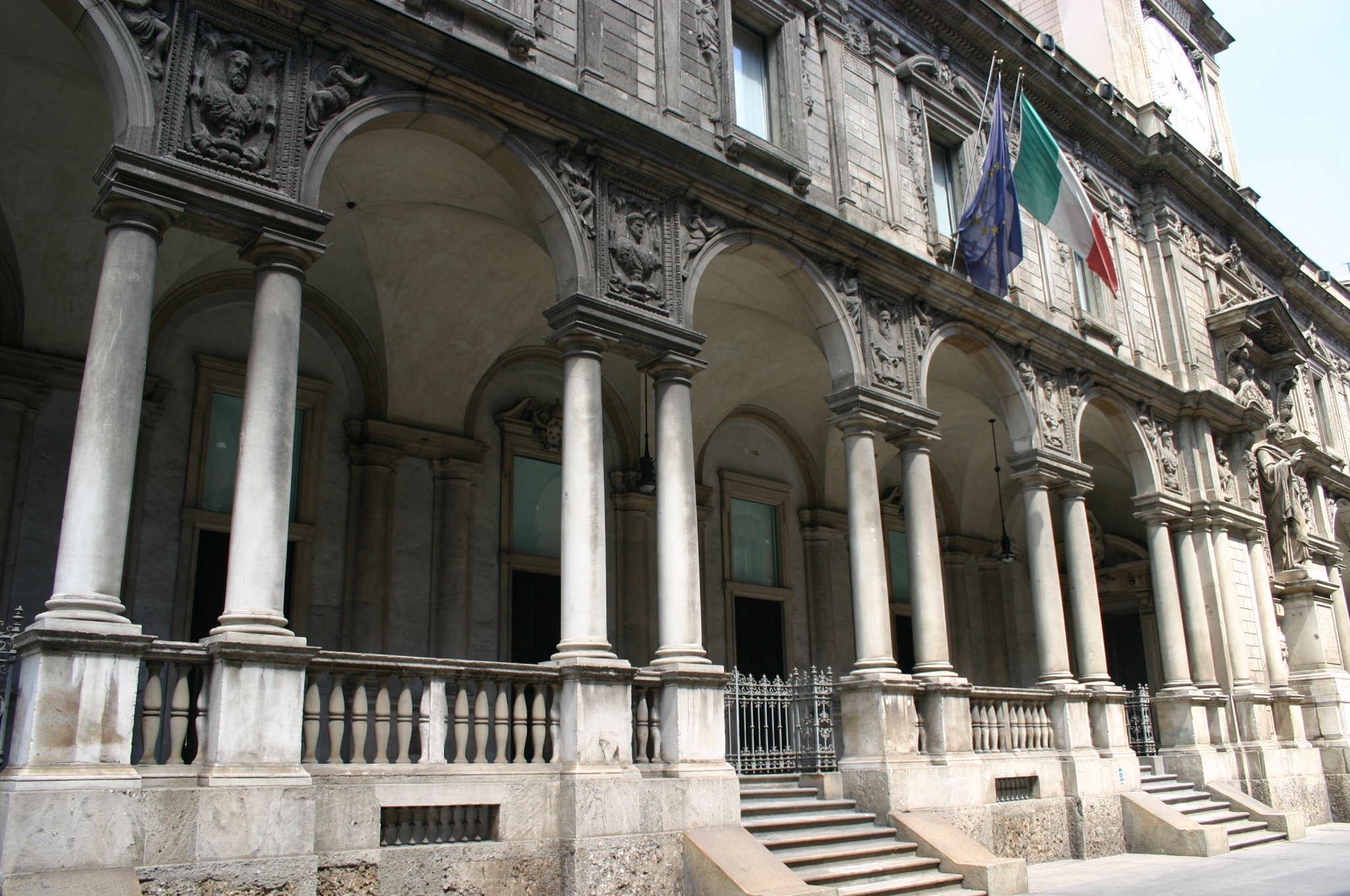
Palazzo dei Giureconsulti, Milaan (1561)

## Geboren
januari
- 22 - Francis Bacon, Brits filosoof, wetenschapper en politicus (overleden 1626)

juni
- 7 - Johan VII van Nassau-Siegen, Duits graaf en militair theoreticus (overleden 1623)

augustus
- 20 - Jacopo Peri, componist

oktober
- 27 - Mary Sidney, Engels schrijfster

## Overleden
januari
- 31 - Menno Simons (~64), katholiek priester en leidinggevend kerkhervormer

december
- 11 - Johan III van Nassau-Beilstein (66), graaf van Nassau-Beilstein